# XIXe corps (armée de l'Union)
Le XIXe Corps est un corps d'armée de l'armée de l'Union pendant la guerre de Sécession. Il passe la plupart de son service en Louisiane et dans le Golfe, bien que plusieurs unités combattent dans la vallée de la Shenandoah en Virginie.
Le XIX corps est créé le 14 décembre 1862, et assigné au major général Nathaniel P. Banks, le commandant du département du Golfe. Le corps comprend toutes les troupes de l'Union occupant alors la Louisiane et l'est du Texas. Il se compose initialement de quatre divisions, totalisant 36000 hommes.

## Port Hudson
En avril 1863, le corps est impliqué dans les actions à fort Bisland et Irish Bend. Il opère lors du siège de Port Hudson du 27 avril au 9 juillet 1863, la chute qui, avec celle de Vicksburg, Mississippi, ferme le fleuve Mississippi à la navigation confédérée. Le XIX corps acquiert également la distinction d'être la première unité fédérale pour utiliser un grand nombre de troupes de couleur au combat, en particulier contre Port Hudson, avec Banks leur donnant le crédit en raison de leurs valeureuses contributions pendant le siège.
MG Nathaniel P. Banks
- Chef d'état-major: BG George L. Andrews, BG Charles P. Stone

| Division                                                                                                | Brigade                                                                                 | Régiments and autres |
| --- | --------------------------------------------------------------------------------------- | --- |
| Première division MG Christopher C. Augur                                                               | Première brigade Col Edward P. Chapin (†) Col Charles J. Paine                          | - 2nd Louisiana: Col Charles J. Paine - 21st Maine: Col Elijah D. Johnson - 48th Massachusetts: Col Eben F. Stone - 49th Massachusetts: Ltc Burton D. Deming (†) - 116th New York: Cpt John Higgins |
| Première division MG Christopher C. Augur                                                               | Deuxième brigade BG Godfrey Weitzel Col Stephen Thomas                                  | - 12th Connecticut: Ltc Frank H. Peck ( (b) - 75th New York: Col Robert B. Merritt - 114th New York: Col Elisha B. Smith (mb) - 160th New York: Ltc John B. Van Petten - 176th New York: Cols Charles C. Nott, Ambrose Stevens, Charles Lewis - 8th Vermont: Col Stephen Thomas |
| Première division MG Christopher C. Augur                                                               | Troisième brigade Col Nathan Dudley                                                     | - 30th Massachusetts: Ltc William W. Bullock - 50th Massachusetts: Col Carlos P. Messer - 161st New York: Col Gabriel T. Harrower - 174th New York: Maj George Keating |
| Première division MG Christopher C. Augur                                                               | Artillerie                                                                              | - 1st Battery, Indiana Heavy Artillery: Col John A. Keith - 1st Battery, Maine Light Artillery: Lt John E. Morton - 6th Battery, Massachusetts Light Artillery: Lt John F. Phelps - Section, 12th Massachusetts Light Artillery: Lt Edwin M. Chamberlin - 18th Battery, New York Light Artillery: Cpt Albert G. Mack - Battery A, 1st U.S. Light Artillery: Cpt Edmund C. Bainbridge - Battery G, 5th U.S. Artillery: Lt Jacob B. Rawles |
| Deuxième division BG Thomas W. Sherman (b) BG George L. Andrews BG Frank S. Nickerson BG William Dwight | Première brigade BG Neal S. Dow (b) & (PDG) Col David S. Cowles (†) Col Thomas S. Clark | - 26th Connecticut: Ltc Joseph Selden - 6th Michigan: Col Thomas S. Clark - 15th New Hampshire: Col John W. Kingman - 128th New York: Col David S. Cowles - 162nd New York: Col Lewis Benedict |
| Deuxième division BG Thomas W. Sherman (b) BG George L. Andrews BG Frank S. Nickerson BG William Dwight | Deuxième brigade Col Alpha B. Farr Col Lewis Benedict                                   | - 9th Connecticut: Ltc Richard Fitz Gibbons - 26th Massachusetts: Ltc Josiah A. Sawtell - 42d Massachusetts: Ltc Joseph Stedman - 47th Massachusetts: Col Lucius B. Marsh |
| Deuxième division BG Thomas W. Sherman (b) BG George L. Andrews BG Frank S. Nickerson BG William Dwight | Troisième brigade BG Frank S. Nickerson                                                 | - 14th Maine: Col Thomas W. Porter - 24th Maine: Col George Marston Atwood - 28th Maine: Col Ephriam W. Woodman - 165th New York: Ltc Abel Smith Jr. (mb) - 175th New York: Col Michael K. Bryan (†) - 177th New York: Col Ira W. Ainsworth |
| Deuxième division BG Thomas W. Sherman (b) BG George L. Andrews BG Frank S. Nickerson BG William Dwight | Artillerie                                                                              | - 21st Battery, New York Light Artillery: Cpt James Barnes - 1st Battery, Vermont Light Artillery: Cpt George T. Hebard |
| Troisième division BG Halbert E. Paine (b) Col Hawkes Fearing                                           | Première brigade Col Timothy Ingraham Col Samuel P. Ferris                              | - 28th Connecticut: Col Samuel P. Ferris - 4th Massachusetts: Col Henry Walker - 16th New Hampshire: Col James Pike - 110th New York: Col Clinton H. Sage |
| Troisième division BG Halbert E. Paine (b) Col Hawkes Fearing                                           | Deuxième brigade Col Hawkes Fearing                                                     | - 8th New Hampshire: Ltc Oliver W. Lull - 133rd New York: Col Leonard D. H. Currie - 173rd New York: Maj A. Power Gallway - 4th Wisconsin: Col Sidney A. Bean |
| Troisième division BG Halbert E. Paine (b) Col Hawkes Fearing                                           | Troisième brigade Col Oliver P. Gooding                                                 | - 31st Massachusetts: Ltc W.S.B. Hopkins - 38th Massachusetts: Ltc W. L. Rodman (†) - 53rd Massachusetts: Col John W. Kimball - 156th New York: Col Jacob Sharpe |
| Troisième division BG Halbert E. Paine (b) Col Hawkes Fearing                                           | Artillerie                                                                              | - 4th Battery, Massachusetts Light Artillery: Lt Frederick W. Reinhard - Battery F, 1st U.S. Light Artillery: Cpt Richard C. Duryea - 2nd Battery, Vermont Light Artillery: Cpt Pythagoras E. Holcomb |
| Quatrième division BG Cuvier Grover                                                                     | Première brigade BG William Dwight Col Richard E. Holcomb (†) Col Joseph S. Morgan      | - 1st Louisiana (U.S.): Ltc William O. Fiske - 22nd Maine: Col Simon G. Jerrard - 90th New York: Col Joseph S. Morgan - 91st New York Infantry Regiment: Col Jacob Van Zandt - 131st New York: Col Nicholas W. Day |
| Quatrième division BG Cuvier Grover                                                                     | deuxième brigade Col William K. Kimball                                                 | - 24th Connecticut: Col Samuel M. Mansfield - 12th Maine: Ltc Edward Ilsley - 41st Massachusetts: Col Thomas E. Chickering - 52nd Massachusetts: Col Halbert S. Greenleaf |
| Quatrième division BG Cuvier Grover                                                                     | Troisième brigade Col Henry W. Birge                                                    | - 13th Connecticut: Cpt Apollos Comstock - 25th Connecticut: Ltc Mason C. Weld - 26th Maine: Col Nathan H. Hubbard - 159th New York: Ltc Charles A. Burt |
| Quatrième division BG Cuvier Grover                                                                     | Artillerie Cpt Henry W. Closson                                                         | - 2nd Battery Massachusetts Light Artillery: Cpt Ormand F. Nims - Battery L, 1st U.S. Light Artillery: Cpt Henry W. Closson - Battery C, 2nd U.S. Light Artillery: Lt Theodore Bradley |
| United States Colored Troops                                                                            | Corps d'Afrique BG Daniel Ullman                                                        | - 6th United States Colored Troops: Maj George Bishop - 7th United States Colored Troops: Maj Cornelius Mowers - 8th United States Colored Troops: Ltc William S. Mudgett - 9th United States Colored Troops: Ltc Isaac S. Bangs - 10th United States Colored Troops: Ltc Ladislas L. Zulavsky - 1st Louisiana Engineers: Col Justin Hodge                                                                                               |
| United States Colored Troops                                                                            | Native Guard                                                                            | - 1st Louisiana Native Guards: Ltc Chauncey J. Bassett - 3rd Louisiana Native Guards: Col John A. Nelson - 4th Louisiana Native Guards: Col Charles W. Drew |
| Cavalerie                                                                                               | Brigaded de Grierson Col Benjamin H. Grierson                                           | - 6th Illinois Cavalry: Col Reuben Loomis - 7th Illinois Cavalry: Col Edward Prince - 1st Louisiana Cavalry: Maj Harai Robinson - 2nd Rhode Island Cavalry: Ltc Augustus W. Corliss - 2nd Massachusetts: Maj James Magee - 14th New York Cavalry: Cpt George Branning - 4th Wisconsin Mounted: Maj Webster Moore |

## Campagne de la Red River
Au printemps de 1864, le corps prend part à la désastreuse campagne de la Red River de Banks, sous le commandement de William B. Franklin, qui est blessé à Mansfield. Après son remarquable rôle dans l'échec, deux divisions sous les ordres de William H. Emory sont envoyées en Virginie, pour se joindre aux opérations de Phillip Sheridan dans la vallée de la Shenandoah contre Jubal Early (voir la campagne de la vallée de 1864). Ces troupes prennent part à toutes les grandes missions de la campagne de Sheridan, notamment à Opequon, où ils perdent près de 2000 hommes tués ou blessés (surtout dans la division de Cuvier Grover).

## Géorgie
Après cela, le corps est envoyé à Savannah, en Géorgie, où il reste jusqu'à la fin de la guerre. Le XIX corps est officiellement dissous le 26 mars 1865, mais le corps prend part à la grande revue à Washington, et certaines de ses unités restent à Savannah et en Louisiane jusqu'en 1866.